# Бауче, Ванесса
Альма Ванесса Бауче Чавира (исп. Alma Vanessa Bauche Chavira; род. 18 февраля 1973 года, Мехико, Мексика) — известная мексиканская актриса, монтажёр, певица, прозаик, промоутер культурных и телевизионных проектов и реалити-шоу, режиссёр и сценарист.

## Биография
Мечта детства — стать актрисой и певицей — сбылась в 1989 году, когда она сыграла роль Хулии Каррено, младшей непутёвой сестры Виктора Каррено и дочери Матильды Каррено, в культовом мексиканском сериале «Просто Мария». После этого успеха последовали приглашения на телевидение и на новые роли в телесериалах.
По состоянию на сегодняшний день, актриса приняла участие в 56 работах в качестве актрисы, монтажёра, продюсера, режиссёра-постановщика и сценариста.
Сыграла главную роль в драме Алехандро Гонсалеса Иньярриту по сценарию Гильермо Арриаги «Сука любовь» (исп. Amores perros). Фильм был номинирован на премию «Оскар» как лучший фильм на иностранном языке, и получил премию BAFTA в этой же номинации. Всего фильм получил более 50 различных кинонаград.
Также к наиболее важным эпизодам её карьеры относятся съемки в фильмах «Три могилы» Томми Ли Джонса и «Маска Зорро» Мартина Кэмпбелла.
Владеет несколькими языками. В 2006 году играла в спектаклях театра Ройал-Корт (Лондон) на английском языке, а также в Римском театре (Рим) — на итальянском языке. Является послом мексиканского кино в Риме, Италия.
С 2007 года преподаёт в Британской академии кино и телевизионных искусств (Лондон).
Посещает многие страны со своими театральными постановками, а также со своими сольными концертами, а также играет в мексиканских сериалах, в Голливуде и европейских странах.

## Фильмография

### В качестве актрисы
1
Acapulco Sunset
... Juez Acosta
2
Двойная жизнь Эстелы Каррильо (сериал, 2017 – ...)
La doble vida de Estela Carrillo ... Leticia
3
Дальнобойщица Эва (сериал, 2016)
Eva La Trailera ... Soraya Luna
4
Капитан (сериал, 2015)
El Capitán Camacho ... Brigida
5
Аэрозоль (2015)
Aerosol ... Carmen
6
Heridas (2014)
... Mamá; короткометражка
7
Эльвира, я бы дал тебе мою жизнь, но я сам её использую (2014)
Elvira, te daría mi vida pero la estoy usando ... Luisa
8
Хлороформ (сериал, 2012)
Cloroformo ... Mirella
9
Очарование орла (сериал, 2011)
El Encanto del Aguila ... Madre Conchita
10
Глава Будды (2009)
Cabeza de buda ... Meche
11
Братья-детективы (сериал, 2009)
Hermanos y detectives ... Doctora
12
Они... радость дома (сериал, 2009)
Ellas son... la alegría del hogar ... Carmela
13
Каждый человек грешен (2008)
Todos hemos pecado ... Magdalena La Trenzuda
14
Женщины-убийцы (сериал, 2008 – ...)
Mujeres asesinas ... Julia
15
Imitation (2007)
... Teresa
16
Las vueltas del citrillo (2006)
17
Три могилы (2005)
The Three Burials of Melquiades Estrada ... Mariana
18
На другой стороне (2004)
Al otro lado ... Vicenta - the Mother
19
Немая любовь (2004)
A Silent Love ... Gladys
20
Digna: Hasta el último aliento (2004)
... Digna
21
La historia de la historia que no se dejó contar (2001)
... короткометражка + продюсер
22
Noche de bodas (2001)
... короткометражка
23
Улица (2001)
De la calle ... Amparo
24
Piedras verdes (2001)
... Mariana
25
Un ojo al gato y otro al garabato (2000)
... короткометражка
26
Мехико сити (2000)
Mexico City ... Woman Kidnapper
27
Сука-любовь (2000)
Amores perros ... Susana
28
Рамона (сериал, 2000)
Ramona ... Margarita
29
Cupo limitado (1999)
30
Сладкий запах смерти (1999)
Un dulce olor a muerte ... Lilia
31
Герой-предатель (1999)
One Man's Hero ... Flor
32
Колдовство (1998)
Un embrujo ... Magda
33
Маска Зорро (1998)
The Mask of Zorro ... Indian Girl
34
Золотая клетка (сериал, 1997)
La jaula de oro ... Cristina Valdés
35
День и ночь (1997)
Le jour et la nuit ... La muchacha
36
La crisalida (1996)
... короткометражка
37
Умереть дважды (сериал, 1995)
Morir dos veces ... Carla
38
La ley de las mujeres (1995)
... Ana (в титрах: Vanesa Bauche)
39
Насмерть (1994)
Hasta morir ... Adela
40
Hoy no circula (1993)
... (segment 'Jueves') (в титрах: Vanesa Bauche)
41
Потерянный год (1993)
Un año perdido ... Matilde
42
Murallas de silencio (1992)
... короткометражка
43
El amor de todos los días (1992)
44
Como cualquier noche (1992)
... короткометражка
45
La negra flor (1991)
... короткометражка
46
Патрульный (1991)
El patrullero ... Maribel
47
Просто Мария (сериал, 1989 – 1990)
Simplemente María ... Julia Carreño (niña)
48
Женщина, случаи из реальной жизни (сериал, 1985 – ...)
Mujer, casos de la vida real

#### Камео
49
Сегодня ночью с Платанито (сериал, 2013 – ...)
Noches con Platanito ... гость

### В качестве продюсера
1
Femicidio, hecho en México (2003)
... короткометражка + режиссёр
2
Me mirabas (2001)
... короткометражка
3
Pescados a la talla (2001)
... короткометражка + сценарист + монтажёр
4
El guardadito (2000)
... короткометражка
5
Un ojo al gato y otro al garabato (2000)
... короткометражка
6
Ajos y cebollas (1999)
... короткометражка

### В качестве режиссёра
1
Visita al doctor (2002)
... короткометражка
2
Alguien vio a Lola? (2000)
... короткометражка

## Награды и признание
- Премия Ариэль
  - 1995 — «Лучшая актриса второго плана» (номинирована) за роль Адели «Hasta morir»
  - 1999 — приз «Серебряная Ариэль» в номинации «Лучшая актриса второго плана» за роль Магды в «Колдовство» / исп. Un embrujo
  - 2002 — приз «Серебряная Ариэль» в номинации «Лучшая актриса второго плана» за роль Ампаро в фильме «Улицы» / исп. De la calle
  - 2005 — «Лучшая актриса» (номинирована) — Digna в фильме «Digna: До последнего дыхания» / исп. Digna: Hasta el último aliento
- Приз Фестиваля латиноамериканских фильмов Lleida[англ.]
  - 2006 — в номинации «Лучшая актриса» за роль Висента — мать в фильме «В другую сторону» / исп. Al Otro Lado и за роль в фильме исп. Las vueltas del citrillo
- Премия Западного наследия
  - 2006 — в номинации «Выдающаяся экранизация» за роль Марианы в фильме «Трое похорон Мелкиадеса Эстрады» / англ. The Three Burials of Melquiades Estrada